# Craspedosis semicrocea
Craspedosis semicrocea är en fjärilsart som beskrevs av W. Warren 1899. Craspedosis semicrocea ingår i släktet Craspedosis och familjen mätare. Inga underarter finns listade i Catalogue of Life.